# Phaeotrichum setosum
Phaeotrichum setosum är en svampart som beskrevs av Furuya & Udagawa 1975. Phaeotrichum setosum ingår i släktet Phaeotrichum och familjen Phaeotrichaceae.   Inga underarter finns listade i Catalogue of Life.